# الکسی اولانوف
الکسی اولانوف (روسی: Алексей Николаевич Уланов؛ زادهٔ ۴ نوامبر ۱۹۴۷) اسکیت‌باز نمایشی اهل اتحاد جماهیر شوروی سوسیالیستی است.